# Marie-Louise de Mecklembourg-Schwerin
Titre
Duchesse consort de Saxe-Altenbourg
28 novembre 1848 – 3 août 1853
(4 ans, 8 mois et 6 jours)
La duchesse Marie-Louise de Mecklembourg-Schwerin (allemand : Herzogin Marie Luise Friederike Alexandrine Elisabeth Charlotte Catherine Mecklenburg-Schwerin; 31 mars 1803 - 26 octobre 1862), est la fille de Frédéric-Louis de Mecklembourg-Schwerin et l'épouse de Georges de Saxe-Altenbourg.

## Famille
Marie-Louise est née à Ludwigslust, Mecklembourg-Schwerin, deuxième enfant et première fille de Frédéric-Louis de Mecklembourg-Schwerin (1778-1819), fils de Frédéric-François Ier de Mecklembourg-Schwerin et de Louise de Saxe-Gotha-Altenbourg (1756-1808), et de son épouse, Hélène Pavlovna de Russie (1784-1803), fille de Paul Ier de Russie et de Sophie-Dorothée de Wurtemberg.

## Mariage
Marie-Louise épouse le 7 octobre 1825, à Ludwigslust, Georges de Saxe-Altenbourg (1796-1853), fils de Frédéric Ier de Saxe-Hildburghausen, et de son épouse, Charlotte de Mecklembourg-Strelitz (1769-1818).
Ils ont eu trois enfants:
1. Ernest Ier de Saxe-Altenbourg (Hildburghausen, 16 septembre 1826 – Altenbourg, 7 février 1908), marié à Agnès d'Anhalt-Dessau.
2. Albert Frédéric Auguste (Hildburghausen, 31 octobre 1827 – Ludwigslust, 28 mai 1835).
3. Maurice-François de Saxe-Altenbourg (Eisenberg, 24 octobre 1829 – Arco, Italie, 13 mai 1907), marié à Augusta de Saxe-Meiningen.